# Aargauische Maturitätsschule für Erwachsene
Die Aargauische Maturitätsschule für Erwachsene (AME) ist ein berufsbegleitendes Erwachsenengymnasium für den zweiten Bildungsweg. Träger der 1992 gegründeten Schule ist der Kanton Aargau. Der Präsenzunterricht findet in der Neuen Kantonsschule Aarau und in der Alten Kantonsschule Aarau statt. Rund 35 Lehrpersonen unterrichten durchschnittlich 240 Studierende. An der AME können auch Gehörlose und Hörbehinderte eine gymnasiale Maturität erwerben.

## Ausbildung

### Unterricht
Der Unterricht setzt sich aus den Grundlagen-, Schwerpunkt- und Ergänzungsfächern sowie einer Maturaarbeit am Ende der Ausbildung zusammen. Die Ausbildung erfolgt im Präsenzunterricht (mittwochs und samstags) und zu einem grossen Teil durch Selbststudium. An der AME können die Schwerpunktfächer Latein, Sprachen (Spanisch, Italienisch oder Französisch), Physik und Anwendungen der Mathematik oder Wirtschaft und Recht belegt werden. Als Ergänzungsfächer stehen Geschichte, Geografie, Biologie und Chemie zur Wahl.

### Abschluss
Der Abschluss erfolgt nach sieben Semestern als Hausmaturität und führt zu einem eidgenössisch anerkannten Maturitätsausweis. Daneben besteht unter bestimmten Voraussetzungen (z. B. bereits erworbene Berufsmaturität) die Möglichkeit, die Maturität im Rahmen eines Passerellenlehrgangs innerhalb eines Jahres zu absolvieren.

### Kosten
Studierende, die mindestens seit zwei Jahren im Kanton Aargau wohnen, bezahlen ein Schulgeld von CHF 1'000 pro Semester. Ausserkantonale bezahlen CHF 3'000 pro Semester, sofern ihr Wohnsitzkanton nicht Teil des Nordwestschweizer Schulabkommens ist (BS, BL, BE, LU und SO).

## Geschichte
Die Gründung hatte ihren Ursprung in einem Postulat des Grossrats Armin Gretler vom 11. September 1984. Kontext des Postulats war eine relativ tiefe Maturitätsquote in zahlreichen Schweizer Kantonen. Diese Quote sollte durch eine neue, berufsbegleitende – und auch für weniger bemittelte Studierende bezahlbare – Ausbildung erhöht werden.
Anfangs 1990 beauftragte der Grosse Rat den Regierungsrat, die Schule noch in der laufenden Legislatur (1989–1993) zu eröffnen. Nach einer kurzen Planungszeit, in der sich die Beauftragten auch von den bereits bestehenden Maturitätsschulen in St. Gallen (ISME) und Luzern (MSE) beraten liessen, eröffnete die Schule am 15. Februar 1992. Vorgängig haben 250 Personen ihr Interesse angemeldet, davon begannen 1992 über 100 Personen die Maturitätsschule.
Seit Februar 2010 stehen an der AME Gebärdensprachedolmetschende im Einsatz. Die Initiative, in Aarau auch Gehörlosen und Hörbehinderten einen Maturitätsabschluss zu ermöglichen, geht auf eine Anfrage des Schweizerischen Gehörlosenbunds im Jahr 2007 zurück.

## Ehemalige
An der ersten Maturitätsfeier wurde der Verein Ehemaliger Studierender der AME (VESAME) gegründet, der bis heute besteht.